# FK Sūduva
El FK Sūduva és un club de futbol lituà de la ciutat de Marijampolė.

## Història
Evolució del nom:
- 1968 – Sūduva Kapsukas
- 1989 – Sūduva Marijampolė

## Palmarès
- Lliga lituana de futbol: 3
  - 2017, 2018, 2019

- Copa lituana de futbol: 3
  - 2006, 2009, 2019

- Supercopa lituana de futbol: 4
  - 2009, 2018, 2019, 2022[1]

## Plantilla 2024
La relació de jugadors de la plantilla del Sūduva la temporada 2024 és la següent:
| 12 | POR | [[Fitxer:Flag of Lithuania.svg\|23x15px\|border \|alt=Lituània\|link=Selecció de futbol de Lituània\|{{#if:\|]] | Giedrius Zenkevičius    |  |  |  |  |  |
| 99 | POR | [[Fitxer:Flag of Lithuania.svg\|23x15px\|border \|alt=Lituània\|link=Selecció de futbol de Lituània\|{{#if:\|]] | Vilius Sterbys          |  |  |  |  |  |
|    |     | |                         |  |  |  |  |  |
| 2  | DEF | [[Fitxer:Flag of Lithuania.svg\|23x15px\|border \|alt=Lituània\|link=Selecció de futbol de Lituània\|{{#if:\|]] | Tautvydas Burdzilauskas |  |  |  |  |  |
| 5  | DEF | [[Fitxer:Flag of Lithuania.svg\|23x15px\|border \|alt=Lituània\|link=Selecció de futbol de Lituània\|{{#if:\|]] | Žygimantas Baltrūnas    |  |  |  |  |  |
| 15 | DEF | [[Fitxer:Flag of Serbia.svg\|23x15px\|border \|alt=Sèrbia\|link=Selecció de futbol de Sèrbia\|{{#if:\|]]        | Aleksandar Živanović    |  |  |  |  |  |
| 18 | DEF | [[Fitxer:Flag of Latvia.svg\|23x15px\|border \|alt=Letònia\|link=Selecció de futbol de Letònia\|{{#if:\|]]      | Klavs Kramens           |  |  |  |  |  |
|    |     | |                         |  |  |  |  |  |

| 28 | MIG | [[Fitxer:Flag of Lithuania.svg\|23x15px\|border \|alt=Lituània\|link=Selecció de futbol de Lituània\|{{#if:\|]] | Ernestas Burdzilauskas |  |  |  |  |  |
|    |     | |                        |  |  |  |  |  |
| 10 | DAV | [[Fitxer:Flag of Latvia.svg\|23x15px\|border \|alt=Letònia\|link=Selecció de futbol de Letònia\|{{#if:\|]]      | Aivars Emsis           |  |  |  |  |  |

## Entrenadors
- Mantas Valukonis (1991)
- Saulius Stankūnas (1991–2003)
- Algimantas Gabrys (2003)
- Valdemaras Žilinskas (2004)
- Rino Lavezzini (2004 – 2005)
- Algimantas Gabrys (2005 – 2008)
- Igoris Pankratjevas (2008)
- Gediminas Jarmalavičius (2008 – 2009)
- Donatas Vencevičius (2010)
- Virginijus Liubšys (2010 – 2012)
- Darius Gvildys (2012 – 2014)
- Aleksandar Veselinović (2014 – 2016)
- Vladimir Cheburin (2016 – 2019)
- Heimo Pfeifenberger (2020)[2]
- Saulius Širmelis (2020)
- Victor Basadre (2021 – 2022)
- Miguel Moreira (2022)
- Dovydas Lastauskas (2023–2024)